# Carebara castanea
Carebara castanea är en myrart som beskrevs av Smith 1858. Carebara castanea ingår i släktet Carebara och familjen myror.

## Underarter
Arten delas in i följande underarter:
- C. c. augustata
- C. c. castanea